# Germiny

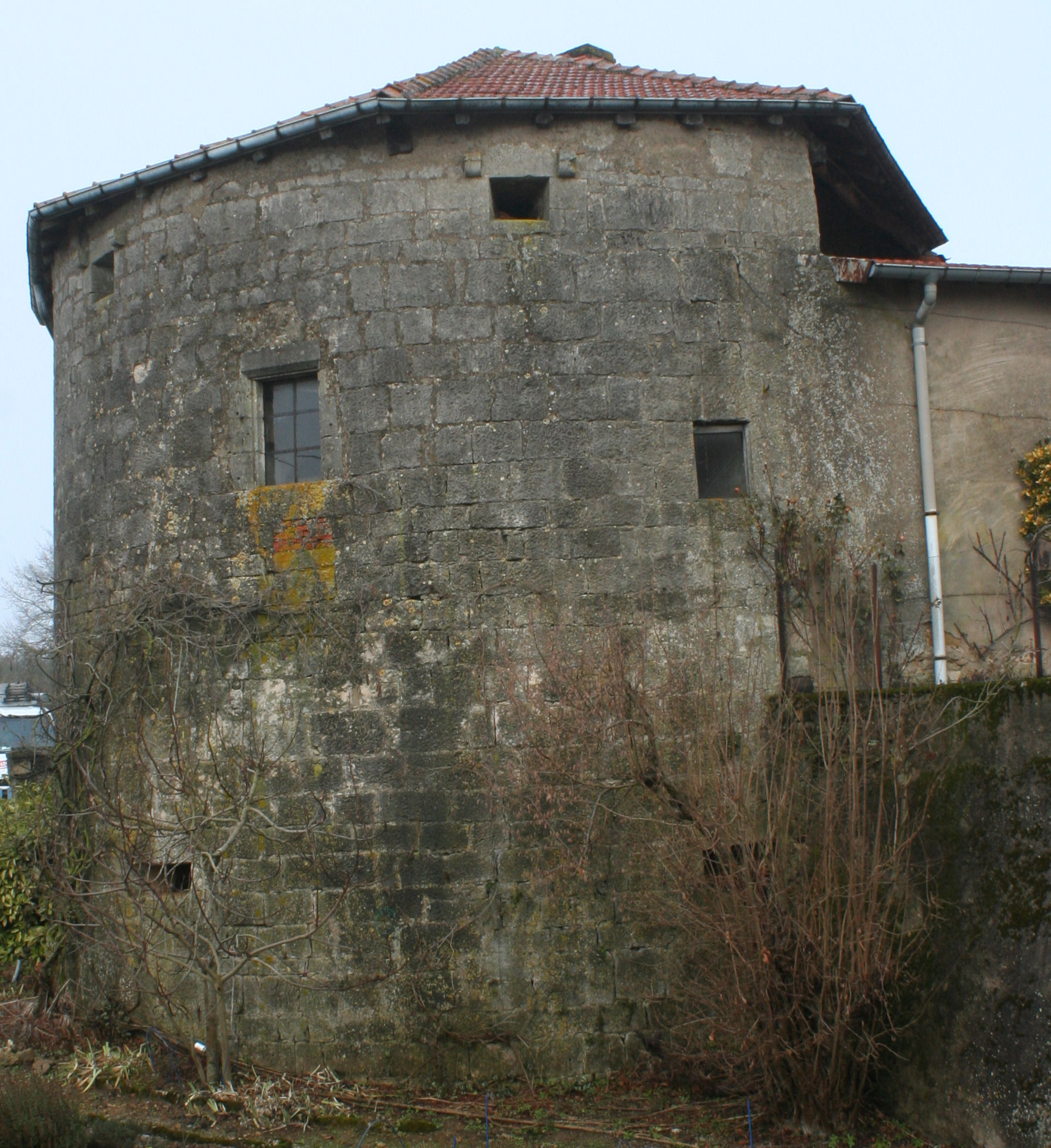
Twierdza w Germiny (2009)

Germiny – miejscowość i gmina we Francji, w regionie Grand Est, w departamencie Meurthe i Mozela.
Według danych na rok 1990 gminę zamieszkiwało 179 osób, a gęstość zaludnienia wynosiła 15 osób/km² (wśród 2335 gmin Lotaryngii Germiny plasuje się na 866. miejscu pod względem liczby ludności, natomiast pod względem powierzchni na miejscu 480.).

## Populacja

Populacja Germiny w latach 1962–2008